# Humphrey Sturt

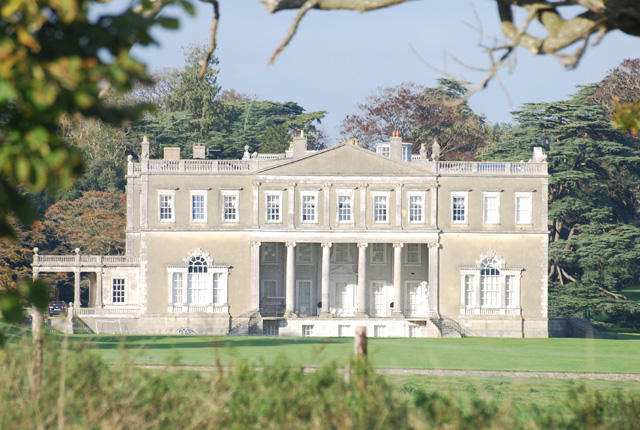
Maison Crichel

Humphrey Sturt ( c. 1724 - 20 octobre 1786) est un propriétaire foncier, architecte et homme politique britannique qui siège à la Chambre des communes de 1754 à 1784.

## Jeunesse et famille
Il est le fils de Humphrey Sturt (1687-1740) de Horton et Diana Napier (décédée en 1740), fille de Nathaniel Napier (3e baronnet) de Critchell More. Il s'inscrit au Queen's College d'Oxford le 27 avril 1741, à l'âge de 16 ans. Il épouse Mary Pitfield, fille de Charles Pitfield et Dorothy Ashley, le 27 avril 1756 à St James, Westminster, Londres .
Il doit sa fortune à son grand-père, Sir Anthony Sturt, qui est un homme d'affaires prospère et échevin de la ville de Londres et avitailleur de la marine. Diana Napier, sa mère, est l'arrière arrière petite-fille de Sir Nathaniel Napier, le constructeur de Crichel House, et c'est par elle que la maison est passée aux Sturts .

## Carrière politique
Il est le Lord of Horton Manor. Il est élu sans opposition en tant que député de Dorset aux élections générales de 1754 et est classé comme conservateur. Il est réélu sans opposition aux élections générales de 1761, 1768, 1774 et 1780. Il ne s'est pas représenté en 1784 .

## Domaine et travaux
Il est responsable de la rénovation de la Crichel House dans le village voisin de Moor Crichel. Il voulait plus qu'une simple maison avec un cadre d'une splendeur comparable. À Horton, il avait déjà créé un lac, et il a décidé de se livrer à nouveau ce caprice à Moor Crichel, mais à une plus petite échelle. Il n'y avait qu'une seule difficulté: les cottages du village étaient gênants. Le site de l'ancien village de Moor Crichel est maintenant submergé sous les eaux du lac. Le village entier a été déplacé dans ce qui est maintenant appelé la nouvelle ville de Witchampton, ne laissant que l'église (reconstruite en 1850) et un paysage soigneusement conçu devant le manoir classique. Le site de l'ancien village a disparu sous les eaux d'un grand lac en forme de croissant, autour duquel a été planté un parc aménagé avec élégance. Les résidents ont été transférés dans des maisons à Witchampton, à proximité.
Humphrey Sturt avait de nombreuses idées pour l'amélioration de l'agriculture, qu'il a introduites à la fois dans les Crichels et sur l'île Brownsea à Poole Harbour. Il a utilisé la vapeur pour le battage et transformé l'île Brownsea en important de grandes quantités de fumier et en plantant de nouvelles cultures. Les domaines sont passés au fils cadet de Humphrey Sturt, Charles Sturt.

## Tour Horton

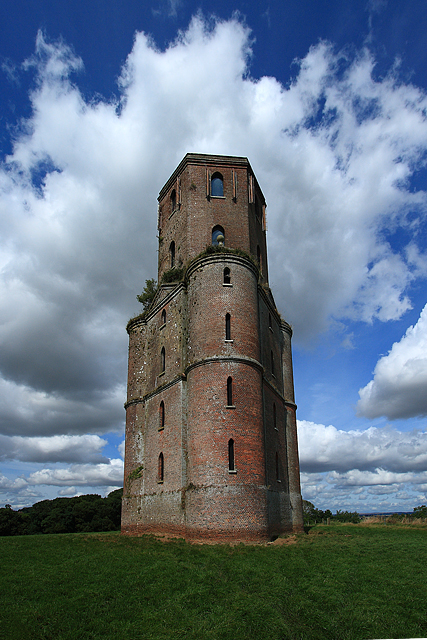
Horton Tower, la folie architecturale conçue par Sturt

Sturt a conçu la tour Horton à Horton, Dorset, construite en 1750. La tour Horton, également connue sous le nom de Sturt's Folly, est une folie architecturale de six étages, de 140 pieds (43 m) de haut. Il y avait une cheminée à mi-hauteur. La carte de Dorset de Taylor en 1765 le décrit comme un `` Observatoire '', mais selon une légende locale, il a été construit par Sturt comme une plate-forme d'observation à partir de laquelle il pouvait regarder la chasse locale quand il était trop vieux pour monter à courre.
Sturt est décédé le 20 octobre 1786. Lui et sa femme ont dix fils et cinq filles, dont: 
- Charles Sturt, père de Henry Charles Sturt (9 août 1795 - 14 avril 1866) qui épouse Lady Charlotte Penelope, fille de Robert Brudenell (6e comte de Cardigan).